# Farman HF 23
Farman HF 23  var ett fransk flygplan av dubbeldäckad modell.
Flygplanet var tvåsitsigt och de båda personerna ombord satt i tandem framför vingarna. Flygplanskroppen som var kantig i formen tillverkades i en fackverkskonstruktion som kläddes med träfanér. Den undre vingen som var kortare än den övre vingen var infäst i flygplanskroppens undersida. Från den undre vingen fanns 12 stycken stöttor som bar upp den övre vingen. En 100 hk Gnôme roterande stjärnmotor med skjutande propeller var monterad mellan den övre vingen och flygplanskroppen bakom sittbrunnen. Vingarna var utformade av två balkar med tvärstöttor som bildade en ram som kläddes med duk. Landstället kunde förses med hjul eller flottörer. Flygplanet kom att licenstillverkas i ett flertal länder, bland annat i Ryssland. 
Till Sverige inköptes under 1913 ett flygplan försett med flottörer. Senare kom flygplanstypen att tillverkas i Sverige, samtliga flygplan i Sverige bar flottörer.
I samband med att Björkquist dragit igång insamlingen för att förse Marinen med en pansarbåt avsattes 94 400 kronor från pansarbåtsfonden till Marinen för att bygga upp en luftflotta. Kommendörkapten Ekelund, överstelöjtnant Murray, samt flygarna Dahlbeck och Hamilton besökte under juni 1913 ett stort antal flygplanstillverkare i Frankrike, Tyskland och England, för att finna lämpliga flygplan/flygbåtar att köpa för fondpengarna. Valet föll slutligen på en Henri Farman HF 23, en Nieuport IVM samt en motorlös Donnet-Lévêque.   
En HF 23 levererades i oktober-november 1913 från Frankrike. Flygplanet ges beteckningen F I och placerades av Marinens flygväsende vid marinens första flygskola vid kustfästningen Oscar Fredriksborg nära Vaxholm. I samband med första världskrigets utbrott organiserades fyra spaningsgrupper: Stockholms norra skärgård (SNS) i Furusund, Stockholms södra skärgård (SSS) i Saltsjöbaden, Karlskrona och Göteborg, Älvsborgs fästing. För att klara att bestycka de fyra baserna beställer man tre flygplan från Södertelge Verkstäder (SW) som förvärvat licensrätten för flygplanstypen.
SW kunde omedelbart leverera två flygplan, ett avsett för kustarillerier och SW demonstrationsflygplan. Samtidigt erbjöd sig Hugo Sundstedt att sälja sitt privata Farmanflygplan som var under reparation vid SW till Marinens flygväsende. Flygplanen från SW benämndes Södertelge Werkstäder SW 11 och gavs den marina beteckningen F II och F II medan Sundsedts flygplan gavs beteckningen F IV. Flygplanen kunde tas i tjänst under augusti månad 1914. Flygplanen från SW var utrustade med Thulin A 9-cylindriga stjärnmotorer. Ett exemplar inköptes begagnat i Frankrike 1914
1914 skänkte skeppsredare Brodin från Gävle en fransktillverkad HF 23 till sjöförsvaret, men samtidigt som flygplanet godkändes för leverans beslagtog franska staten flygplanet. Anders Zorn skänkte en SW-tillverkad HF 23 i januari 1915 flygplanet blev F VI. Ytterligare tre flygplan beställs av Marinens flygväsende från SW under 1915 efter att riksdagen anslog medel för två flygplan.
För att mildra bristen på flygplan i Marinens flygväsende tillverkade Torpeddepartementet (TDS) 1917 två stycken flygplan av reservdelar samt kasserade och havererade flygplan. Flygplanen gavs namnet TDS Farman HF 23 och levererades i juli 1917 

## Farmanflygplan vid Marinens flygväsende
- F I, Farman HF 23, november 1913 - februari 1917 kasserad
- F II, SW 11, augusti 1914 - oktober 1916 totalhaveri
- F III, SW 11, augusti 1914 - oktober 1920 kasserad
- F IV, Farman HF 23, augusti 1914 1913 - oktober 1915 totalhaveri
- F V, SW 11, september 1914 - oktober 1920 totalhaveri
- F VI, SW 11, januari 1915 - december 1916 totalhaveri
- F VII, SW 11, april 1915 - september 1915 totalhaveri
- F VIII, SW 11, april 1915 - oktober 1920 kasserad
- F IX, SW 11, maj 1915 - augusti 1920 totalhaveri
- Nr 6, TDS Farman HF 23, juli 1917 - augusti 1920 totalhaveri
- Nr 7, TDS Farman HF 23, juli 1917 - oktober 1920 kasserad